# Cratere Troika
Troika  è un cratere sulla superficie di Marte.